# Kjell Härnqvist
Kjell Härnqvist, född 22 mars 1921 i Kvänum, död 29 november 2006 i Göteborg, var en svensk pedagog och professor. Han var bror till Brita Wassdahl.

## Biografi
Härnqvist disputerade 1956 vid Stockholms högskola och blev 1958 professor i pedagogik och pedagogisk psykologi vid Göteborgs universitet. Han var universitetets prorektor 1972-1977 och dess rektor 1982–1986.
Härnqvist tidiga egna forskning handlade bland annat om att uppskatta storleken på den så kallade reserven för högre utbildning. Genom att tillämpa nya metoder och beräkningsteknik kunde det visas att utbildningsreserverna var avsevärt större än vad som tidigare antagits. Dessa rön var betydelsefulla inför den ökning av kapacitet i till exempel teknisk utbildning som senare genomförts.
Härnqvist forskade också på den sociala bakgrundens betydelse för elevens val av studieväg i grundskola och gymnasium, samt genomförde ett omfattande projekt om begåvnings- och intressestrukturerna och deras utveckling under ungdomsåren hos flickor och pojkar. Genom många och välbelagda undersökningar blev pedagogiska institutionen i Göteborg en centralpunkt av hög internationell klass i den forskning som rörde sambanden mellan utbildning och studieförutsättningar.
Kjell Härnqvist lade 1999 grunden till en metod för kvalitetsutvärdering av examensarbeten som kommit att få stor betydelse och användning i Sverige.

## Utmärkelser
- 1981 - ledamot av Kungliga Vetenskapsakademien
- 1986 - Festskrift:  Jan-Eric Gustafsson och Ference Marton, red. Pedagogikens gränser och möjligheter: en bok tillägnad Kjell Härnqvist på hans 65-årsdag. Pedagogisk orientering, 99-0265454-1. Lund: Studentlitteratur. Libris 7277292. ISBN 91-44-23831-2
- 1987 - tilldelad Chalmersmedaljen med motiveringen "Kjell Härnqvist har både som prorektor och rektor ägnat speciell uppmärksamhet åt de möjligheter och problem som samverkan mellan universitetet och Chalmers ger upphov till. Den på öppenhet och ömsesidigt förtroende byggda samarbetsmiljön som råder mellan de båda lärosätena är till stor del resultat av Kjell Härnqvists alltid kloka och på helhetssyn grundade sätt att företräda universitetet. Hans ledarskap har i betydelsefulla områden starkt främjat Chalmers och universitetets gemensamma intressen."[8]